# Ryan Crotty
Ryan Stevenson Crotty (Nelson, 23 de septiembre de 1988) es un jugador neozelandés de rugby que se desempeña como centro y juega en los Kubota Spears, franquicia del Top League.

## Selección nacional
Fue seleccionado a los Baby Blacks para disputar el Campeonato Mundial de Rugby Juvenil 2008 donde resultaría campeón. Crotty jugó todos los partidos y marcó un try.
Fue convocado a los All Blacks por primera vez en agosto de 2013 para enfrentar a los Wallabies. Tres meses después, en noviembre, le marcó un try al XV del Trébol en el último minuto de juego y de esta forma los All Blacks terminaron el año invictos.
El entrenador Steve Hansen lo dejó fuera de la lista de convocados para el Mundial de Inglaterra 2015, porque prefirió seleccionar en su lugar a Conrad Smith y Ma'a Nonu como titulares y a Sonny Bill Williams y Malakai Fekitoa como sus respectivos suplentes.
Enfrentó a los British and Irish Lions como titular en el primer partido, durante la Gira de 2017, pero resultó lesionado y debió abandonar el campo al minuto '33, se perdió el resto de los tests. En total lleva 37 partidos jugados y 45 puntos marcados, productos de nueve tries.

## Palmarés
- Campeón de The Rugby Championship de 2013, 2014, 2016, 2017.
- Campeón del Super Rugby de 2017, 2018 y 2019.
- Campeón de la Mitre 10 Cup de 2008, 2009, 2010, 2011, 2012, 2013, 2015, 2016 y 2017.